# Não cobiçarás
"Não cobiçarás" (Bíblia King James (BKJ)), também outras formas (BJ, WEB), (hebraico לא תחמוד, transliteração neolatina Lōʾ ṯaḥmōḏ = "Não cobiçarás"), é o "Décimo Mandamento da Lei de Javé Deus", na ordem original talmúdica, como ela foi dada a Moisés no Monte Sinai, em duas ocasiões (a primeira, relatada em Êxodo 20: 1–17, e a segunda, em Deuteronômio 5: 4–21), que estabelece a natureza exclusiva da relação entre a nação de Israel e Javé, O Deus de Israel, que Ele iniciou, após libertar os israelitas da escravidão por meio da sobrevinda das pragas ao Egito e, assim, pois, do Êxodo, dando, pois, seguimento a "Os Dez Mandamentos", amplamente acolhidos como imperativos espirituais e morais por biblistas, estudiosos, historiadores e teólogos, tanto cristãos como judeus, e que se consideram, em vasta maioria, aplicáveis ao povo de Javé Deus na "Era da Graça", colimados por Jesus Cristo nos Dois Mandamentos do Amor, que são Um Só.  Ei-lo completo – hebraico: לא תחמוד את ביתו של שכן. לא תחמוד לאשתו של השכן, ולא למשרתיו ולא למשרתותיו, ולא לשור או לתחת ולא לכל דבר שהוא.,  transliteração neolatina: Lōʾ ṯaḥmōḏ beṯ reʿeḵā lōʾ-ṯaḥmōḏ ʾešeṯ reʿeḵā wᵉʿaḇdô waʾămāṯô wᵉšôrô waḥᵃmōrô wᵉḵōl ʾăšer lᵉreʿeḵā: p̱ = "Não cobiçarás a casa do teu próximo. Não cobiçarás a mulher do teu próximo, nem seus servos ou servas, nem seu boi ou jumento, nem coisa alguma que lhe pertença".
O texto completo desse Décimo Mandamento, que tem por núcleo "a não cobiça de forma alguma, orientada a qualquer objeto de desejo (espiritual, humano, material etc. que seja)", é assim apresentado:

"(17) Não cobiçarás a casa do teu próximo. Não cobiçarás a mulher do teu próximo, nem seus servos ou servas, nem seu boi ou jumento, nem coisa alguma que lhe pertença."(Bíblia King James Atualizada online)
A estrutura mandamental desse conjunto de versículos segue a lógica natural de aproximação de um homem a visitar a casa de outrem, seja por convite ou por iniciativa própria: em primeiro lugar, avista-se, divisa-se a casa [que se não deve cobiçar]; em segundo lugar, caso se tenha recebido o convite ou a permissão para adentrá-la, vê-se a esposa alheia [que se não deve cobiçar]; por fim, vêem-se os demais integrantes, todos eles em igual plano [que também se não devem cobiçar].
Ao contrário dos outros mandamentos, que focam em ações exteriores, este mandamento centra-se no coração. É um imperativo espiritual-moral contra o desejo de coisas proibidas. Um mandamento proíbe o adultério. Este mandamento proíbe o desejo de adultério. Um mandamento proíbe o furto/roubo. Este mandamento proíbe o desejo de obtenção indevida de bens. O Novo Testamento descreve Jesus Cristo a interpretar os Dez Mandamentos com o centro em questões de desejos do coração, em vez de, simplesmente, proibir determinadas ações externas (como já fora feito). Assim, na Era da Graça, inaugurada pel'O Senhor Jesus Cristo, Ele Mesmo, Pessoalmente, ao rever carinhosa e reverentemente toda a Lei Antiga, dá-lhe a plena, transcendente e verdadeira dimensão espiritual, lembrando o que fora dito pelos profetas, em tempos mais antigos de Israel (notadamente o profeta Jeremias), que expressa A Palavra de Javé Deus em Jeremias 31:31:34 assim:

"(31)"Dias virão", afirma O SENHOR, "quando estabelecerei uma Nova Aliança com a Casa de Israel e a Casa de Judá. (32) Não será como a Aliança que firmei com seus antepassados quando os tomei pela mão para tirá-los do Egito, pois eles não honraram o meu pacto, mesmo sendo Eu o Marido divino deles!" assevera Javé. (33) "Eis, no entanto, a Aliança que celebrarei com a comunidade de Israel passados aqueles dias", afirma O SENHOR: "Registrarei o conteúdo da minha Torá, Lei, na mente deles e a escreverei no mais íntimo dos seus sentimentos: seus corações. Assim, serei de fato o Deus deles e eles serão o meu povo! (34) Ninguém mais terá a necessidade de orientar o seu próximo nem seu irmão, pregando: 'Eis que precisas conhecer quem é Javé, o SENHOR!', porquanto serei conhecido no interior do ser de cada pessoa, desde os mais jovens até os idosos, dos mais pobres aos mais ricos.", garante O SENHOR. "Porque Eu mesmo lhes perdoarei a malignidade e não me permitirei recordar mais dos seus erros e pecados!"" (Bíblia King James Atualizada online)
Com efeito, O Senhor Jesus Cristo, no Sermão da Montanha, ao apresentar Sua leitura da Lei do Antigo Testamento, detém-Se, passagem por passagem, para oferecer a visão da Nova Aliança, focando sempre a não cobiça e, pois, a Santidade.
A declaração-oração "Shemá Israel" e o conjunto de bênçãos e maldições decorrentes revelam a intenção do mandamento de incluir o amor sincero a'O Único e Verdadeiro Deus, e não apenas meramente o reconhecimento ou observância exteriores. Nos Evangelhos, Jesus Cristo cita o "Shemá Israel" como O Maior Mandamento, e os apóstolos, depois d'Ele, pregaram que aqueles que seguem a Jesus Cristo devem abandonar os ídolos. O Catecismo católico e também os teólogos da Reforma e pós-Reforma têm ensinado que o mandamento aplica-se aos tempos modernos e proíbe a adoração tanto de "adultério humano" (nível carnal), como de "adultério espiritual" de qualquer outra forma (astrólogos, magos etc.), como o foco posto em prioridades temporais, como desejos (comida, prazer físico), trabalho e dinheiro, por exemplo. O Catecismo católico elogia aqueles que se recusam até mesmo simular tal adoração num contexto cultural, uma vez que "o dever de oferecer adoração autêntica a Deus deve ser a preocupação do homem, como indivíduo e como ser social".

## Os Dez Mandamentos
Diferentes tradições religiosas, não apenas judaicas ou só cristãs, apresentam os dezessete versículos de Êxodo 20: 1–17 e seus correspondentes versículos em Deuteronômio 5: 4–21  divididos e organizados em "dez mandamentos" ou "ditos" em modos diferentes, mostrados na tabela abaixo. Alguns sugerem que "o número dez" é uma opção para auxiliar a memorização, em vez de uma questão de teologia, embora essa organização decenal mostre coesão interna, concordância e consistência temática a justificá-la.
| LXX | FDA | SPT | TAV | AHV | CRV | LTV | PRC | Mandamento (artigo principal)                                                                 | Ex 20:1-17                                          | Dt 5:6-21                                           | Judaísmo                                            | Catol-"R"                                           | Catol-"O"                                           | Prot-"G"                                            |
| --- | --- | --- | --- | --- | --- | --- | --- | --------------------------------------------------------------------------------------------- | --------------------------------------------------- | --------------------------------------------------- | --------------------------------------------------- | --------------------------------------------------- | --------------------------------------------------- | --------------------------------------------------- |
| —   | —   | —   | 1   | —   | 1   | —   | (1) | Eu Sou Javé, o SENHOR, teu Deus, que te fez sair da terra do Egito, da casa da escravidão![1] | 2                                                   | 6                                                   | 1                                                   | 1                                                   | 1                                                   | 1                                                   |
| 1   | 1   | 1   | 2   | 1   | 1   | 1   | 1   | Não terás outros deuses além de Mim[1]                                                        | 3                                                   | 7                                                   | 2                                                   | 1                                                   | 1                                                   | 1                                                   |
| 2   | 2   | 1   | 2   | 1   | —   | 1   | 2   | Não farás para ti imagem de escultura[1]                                                      | 4–6                                                 | 8–10                                                | 2                                                   | 1                                                   | 2                                                   | 2                                                   |
| 3   | 3   | 2   | 3   | 2   | 2   | 2   | 3   | Não pronunciarás em vão o Nome de Javé, o SENHOR teu Deus[1]                                  | 7                                                   | 11                                                  | 3                                                   | 2                                                   | 3                                                   | 3                                                   |
| 4   | 4   | 3   | 4   | 3   | 3   | 3   | 4   | Lembra-te do dia do shabbãth, sábado, para santificá-lo[1]                                    | 8–11                                                | 12–15                                               | 4/sáb                                               | 3/dom[2]                                            | 4/dom[2]                                            | 4/dom[2]                                            |
| 5   | 5   | 4   | 5   | 4   | 4   | 4   | 5   | Honra teu pai e tua mãe                                                                       | 12                                                  | 16                                                  | 5                                                   | 4                                                   | 5                                                   | 5                                                   |
| 6   | 7   | 5   | 6   | 5   | 5   | 5   | 6   | Não matarás                                                                                   | 13                                                  | 17                                                  | 6                                                   | 5                                                   | 6                                                   | 6                                                   |
| 7   | 6   | 6   | 7   | 6   | 6   | 6   | 7   | Não adulterarás                                                                               | 14                                                  | 18                                                  | 7                                                   | 6                                                   | 7                                                   | 7                                                   |
| 8   | 8   | 7   | 8   | 7   | 7   | 7   | 8   | Não furtarás[3]                                                                               | 15                                                  | 19                                                  | 8                                                   | 7                                                   | 8                                                   | 8                                                   |
| 9   | 9   | 8   | 9   | 8   | 8   | 8   | 9   | Não darás falso testemunho contra o teu próximo                                               | 16                                                  | 20                                                  | 9                                                   | 8                                                   | 9                                                   | 9                                                   |
| 10  | 10  | 9   | 10  | 10  | 10  | 9   | 10  | Não cobiçarás (a casa do teu próximo)                                                         | 17a                                                 | 21b                                                 | 10                                                  | 10                                                  | 10                                                  | 10                                                  |
| 10  | 10  | 9   | 10  | 9   | 9   | 10  | 10  | Não cobiçarás (a mulher do teu próximo)                                                       | 17b                                                 | 21a                                                 | 10                                                  | 9                                                   | 10                                                  | 10                                                  |
| 10  | 10  | 9   | 10  | 10  | 10  | 10  | 10  | Não cobiçarás (seus servos, animais, ou coisa alguma que lhe pertença)                        | 17c                                                 | 21c                                                 | 10                                                  | 10                                                  | 10                                                  | 10                                                  |
| —   | —   | 10  | —   | —   | —   | —   | —   | Edificarás estas pedras, que Eu te ordeno, no Monte Gerizim                                   | Adoção exclusiva por parte da Comunidade Samaritana | Adoção exclusiva por parte da Comunidade Samaritana | Adoção exclusiva por parte da Comunidade Samaritana | Adoção exclusiva por parte da Comunidade Samaritana | Adoção exclusiva por parte da Comunidade Samaritana | Adoção exclusiva por parte da Comunidade Samaritana |

Tradições:
- Todas as citações das escrituras acima são da Bíblia King James . Clique nos versos no topo das colunas para outras versões.
- LXX: versão Septuaginta ("versão dos VXX"), geralmente seguida por cristãos ortodoxos.
- FDA: versão de Filo de Alexandria, basicamente idêntica à Septuaginta, mas com os mandamentos de "não matar " e de "não adulterar"  invertidos.
- SPT: versão do Pentateuco Samaritano ou Torá Samaritana, com um mandamento adicional sobre o Monte Gerizim como sendo o décimo.
- TAV:  versão do  Talmude judaico, faz do "prólogo" o primeiro "ditado" ou "matéria" e combina a proibição de adorar outras divindades além de Javé com a proibição da idolatria.
- AHV: versão de Agostinho, segue o Talmude, ao combinar os versículos 3–6, mas omite o prólogo como um mandamento e divide a proibição de cobiçar em dois e segue a ordem de palavras de Deuteronômio 5:21 em vez da de Êxodo 20:17.
- CRV: versão da Igreja Católica Romana, o Catecismo da Igreja Católica, em grande parte — mas, não em tudo — segue Agostinho.
- LTV: versão da Igreja Luterana, segue o Catecismo Maior de Lutero, que segue Agostinho, mas omite a proibição das imagens e usa a ordem das palavras de Êxodo 20:17, em vez das de Deuteronômio 5:21 para o nono e décimo mandamentos.
- PRC:  visão da Igreja Calvinista, segue os Institutos da Religião Cristã de João Calvino, que segue a Septuaginta; esse sistema também é usado no Livro Anglicano de Oração Comum.[35]
- A passagem dos mandamentos no Êxodo contém mais de dez declarações, dezenove no total. Enquanto a própria Bíblia assina a contagem de "10", usando a frase hebraica aseret had'varim— traduzida com as 10 palavras, afirmações ou coisas, essa frase não aparece nas passagens usualmente apresentadas como sendo "os Dez Mandamentos". Várias religiões dividem os mandamentos de modo diferente.  A tabela exibida aponta essas diferenças.
- [1] Jesus Cristo, em seu ministério, apresenta uma "releitura universal da Lei Mosaica", desde o Sermão da Montanha (Mt 5, 6 e 7[36]), bem como em várias outras ocasiões, em particular, o ensino sobre "O Maior Mandamento da Lei", ao qual foi arguido por um "juiz judeu, perito na Lei", conforme (Mt 22: 34-40[37]): " (34) Assim que os fariseus ouviram que Jesus havia deixado os saduceus sem palavras, reuniram-se em conselho. (35) E um deles, juiz perito na Lei, formulou uma questão para submeter Jesus à prova: (36) 'Mestre, qual é o Maior Mandamento da Lei?' (37) Asseverou-lhe Jesus: ' Amarás o Senhor, teu Deus, de todo o teu coração, de toda a tua alma e com toda a tua inteligência. (38) Este é o primeiro e maior dos mandamentos. (39) O segundo, semelhante a este, é: Amarás o teu próximo como a ti mesmo. (40) A estes dois mandamentos estão sujeitos toda a Lei e os Profetas. " (Mt 5, 6 e 7[37]). Alguns estudiosos e intérpretes bíblicos apressam-se a concluir que, com tal declaração, O Senhor Jesus Cristo houvesse abolido a Lei Antiga, o que, em verdade, nunca se deu. O que Ele fez foi uma "releitura unificadora e universalizante da Lei Antiga (também universal)", contudo sob um novo prisma — o prisma soberano do Amor". E, nesse sentido — pode-se dizer que Jesus Cristo "resumiu" a Antiga Lei de dez mandamentos para dois... e os dois tornou-os um só: O Grande e Universal Mandamento do Amor. O Apóstolo João, em seu evangelho remarca essa nota de modo extraordinário, por exemplo, em Jo 3:16-17[38]: " (16) Porque Deus amou o mundo de tal maneira que deu o seu Filho Unigênito, para que todo aquele que nele crê não pereça, mas tenha a vida eterna. (17) Portanto, Deus enviou o seu Filho ao mundo não para condenar o mundo, mas para que o mundo fosse salvo por meio dele. ". E, ainda mais, em suas Cartas (ou Epístolas), ele faz questão de aprofundar esse tema essencial, indispensável e universal. Por exemplo, em 1 Jo 3:16-17[39]:" (7) Amados, amemos uns aos outros, pois o Amor procede de Deus; e todo aquele que ama é nascido e conhece a Deus. (8) Aquele que não ama não conhece a Deus, porquanto Deus é Amor. (9) Foi desse modo que se manifestou o Amor de Deus para conosco: em haver Deus enviado o Seu Filho Unigênito ao mundo, para vivermos por intermédio d'Ele. (10) Assim, nisto consiste o Amor: não em que nós tenhamos amado a Deus, mas em que Ele nos amou e enviou o seu Filho como propiciação pelos nossos pecados. ". Algumas igrejas cristãs, entre as quais a Igreja Católica Romana,  mas não apenas ela, reunem os mandamentos da seguinte forma:  os mandamentos do Decálogo de números 1 a 4 são mandamentos de Amor a Deus; os de números 5 a 10 são mandamentos de Amor ao próximo.
- [2] O Cristianismo, em suas igrejas de modo geral (exceto as de confissão sabatista, como a Igreja Adventista do Sétimo Dia, entre outras) entende o dia de domingo como o dia do Senhor na Nova Aliança, pois foi o dia em que Jesus Cristo ressuscitou ("o terceiro dia")[40].
- [3] O Judaísmo afirma que essa é uma referência ao furto em geral, embora alguns, com base em Lv 19:11,[41] e na hermenêutica talmúdica (דבר הלמד מעניינו, Davar ha-lamed me-inyano ="O que ensina seu interesse",[42][43] sugiram ser apenas furto de propriedade.
- (4)/sab e (3 ou 4)/dom significam, respectivamente, os dias de sábado ou domingo, considerados de observância devida para o mandamento do shabbãth, por parte da confissão religiosa citada. O número "3" significa que a fé em causa considera-o como terceiro mandamento e o número "4", como o quarto mandamento.

A narrativa bíblica da revelação no Sinai começa em Êxodo 19:16,17 após a chegada dos filhos de Israel ao Monte Sinai (também chamado Monte Horebe). "(16) Ao alvorecer do terceiro dia, houve trovões, relâmpagos e uma espessa nuvem sobre a montanha, e um clangor muito forte de trombeta; e todas as pessoas que estavam no acampamento começaram a tremer de medo. (17) Então Moisés conduziu o povo para fora do acampamento, para encontrar-se com Deus, ao pé da montanha". Depois de "YHWH descer sobre o Monte Sinai",(Êxodo 19:20) Moisés subiu brevemente e voltou e preparou o povo, e, em seguida, em Êxodo 20, "Deus falou" a todas as pessoas as palavras da Aliança, ou seja, os "Dez Mandamentos", como está escrito. A erudição bíblica moderna diverge sobre se, em Êxodo 19-20, o povo de Israel ouviu diretamente todo o Decálogo, ou apenas parte dele, ou se o povo o recebeu por meio de Moisés.
Como o povo estava com medo de ouvir mais e "distanciou-se", Moisés disse: "Não tenhais medo". Ele, porém, chegou-se à "escuridão espessa", onde "A Presença do SENHOR estava", para ouvir os estatutos adicionais e "juízos" os quais "escreveu"  na "Torá", e que leu para o povo na manhã seguinte, e todo o povo concordou em obedecer e fazer tudo o que o SENHOR havia dito. Moisés escoltou um grupo seleto composto por Aarão, Nadabe e Abiú e "setenta dos anciãos de Israel" para um local no monte onde eles adoravam "de longe"e eles "viram O Deus de Israel" acima de um "pavimento trabalhado como pedra de safira clara".
Então Javé disse a Moisés: "Sobe o monte, vem até mim e fica aqui; Eu te darei as tábuas de pedra com a Lei e os mandamentos que escrevi para instrução do povo!" Moisés partiu com Josué, seu cooperador; e subiram à montanha de Deus. — Primeira menção das Tábuas da Aliança em Ex 24:12-13

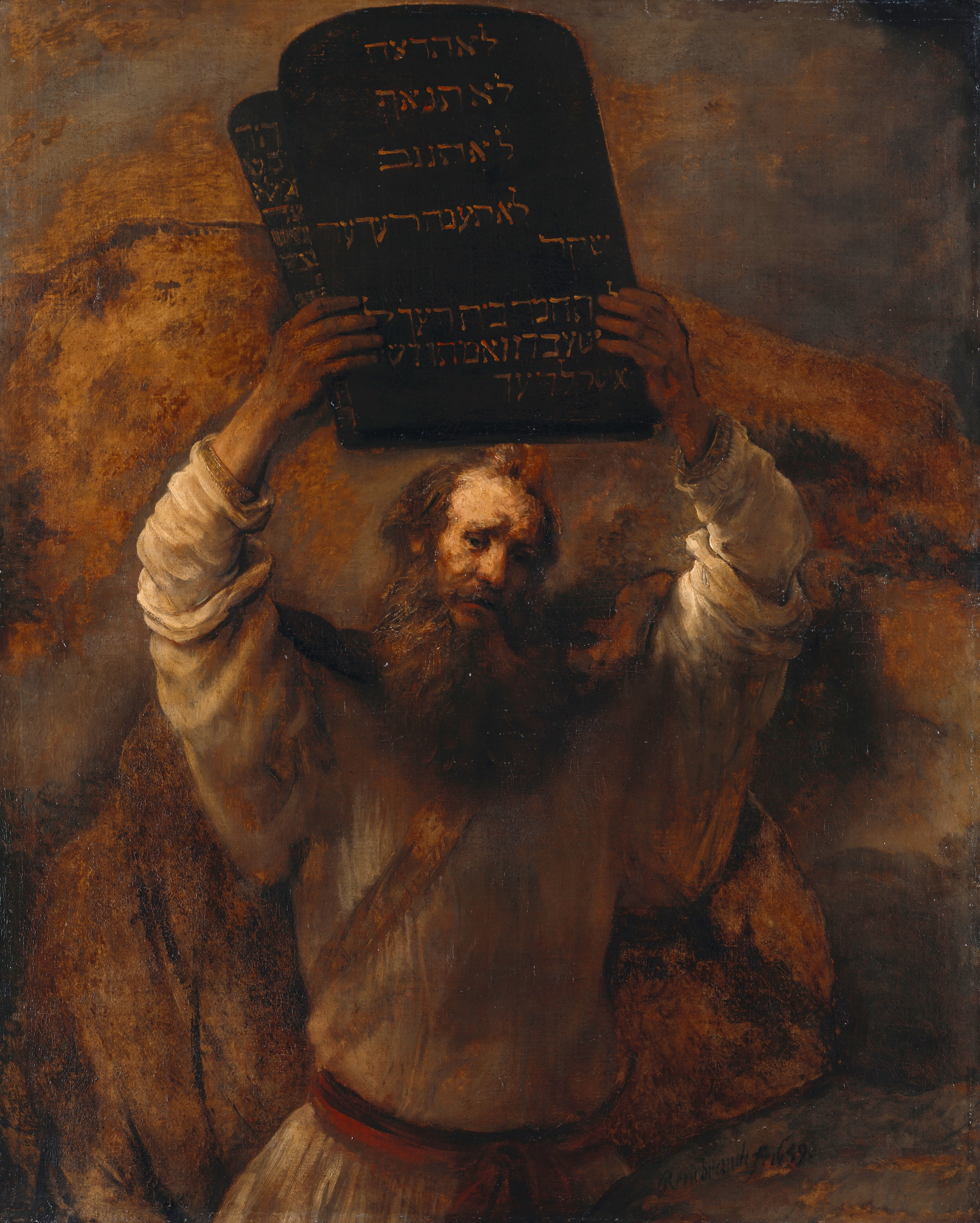
Moisés quebra as Tábuas da Lei (1659) por Rembrandt. (Gemäldegalerie, Berlin)

O monte ficou coberto pela nuvem durante seis dias, e no sétimo dia Moisés entrou no meio da nuvem e ficou "no monte quarenta dias e quarenta noites ". E Moisés disse: "O Senhor Javé entregou-me duas tábuas de pedra escritas com O Dedo de Deus, e nelas estava escrito de acordo com todas as Palavras, que o Senhor Javé falou convosco no monte do meio do fogo no dia da assembléia " Antes dos quarenta dias completos expirarem, os filhos de Israel decidiram coletivamente que algo havia acontecido a Moisés, e compeliram Arão a moldar um bezerro de ouro , e ele "construiu um altar diante dele" e o povo "adorou". Com essa conduta, o povo de Israel demonstrou que, apesar de ter saído e liberto do Egito em apenas um dia, todavia, o Egito ainda precisava sair dele, o que tomou muito mais tempo.
Após quarenta dias, Moisés e Josué desceram do monte com as duas tábuas: "E aconteceu que, chegando ao arraial, viu o bezerro e a dança; e Moisés, ardendo em ira, tirou as tábuas das mãos e as quebrou no pé do monte. Após os eventos nos capítulos 32 e 33, no capítulo 34: "Então Javé solicita a Moisés: 'Corta duas placas de pedra semelhantes às primeiras, sobe a mim na montanha, e Eu escreverei as mesmas palavras que escrevi nas primeiras tábuas, que quebraste'.". "(27) Disse ainda Javé a Moisés: 'Escreve essas palavras; porquanto é de acordo com o teor dessas palavras que estabeleço aliança contigo e com Israel!' (28) Moisés ficou ali com o SENHOR quarenta dias e quarenta noites, sem comer pão e sem beber água. E escreveu sobre as tábuas de pedra as palavras da aliança: os Dez Mandamentos".
Conforme a tradição judaica, Êxodo 20: 1–17{ constitui a primeira dação de Deus dos Dez Mandamentos nas duas tábuas, que Moisés quebrou em ira com sua nação rebelde. Mais tarde, foi reescrita em novas tábuas e depositada na Arca da Aliança Essas novas tábuas consistem na reedição por Deus dos Dez Mandamentos para a geração mais jovem que deveria entrar na Terra Prometida. As passagens em Êxodo 20 e Deuteronômio 5 contêm mais de dez declarações, totalizando dezenove ao todo.

## Antigo Testamento

### Pecado primordial
Muitos estudiosos bíblicos consideram o Décimo Mandamento (por sinal, o último, na enunciação do Decálogo), como aquele que — imediatamente após o Primeiro Mandamento, no qual "O Próprio Javé Deus, O Absoluto, Eterno, Único e Verdadeiro Deus, Anuncia-Se, Apresenta-se, Identifica-se a Si Mesmo, de Modo Pessoal, por Iniciativa Própria — vem a ser, conjuntivamente, o segundo mais grave Mandamento Divino. Pois, efetivamente, embora o Decálogo ou Lei Divina tivesse sido dada aos homens, por meio de Moisés, esse conjunto harmonioso expressa TODA a Dignidade Santa que O Senhor Javé Deus aprecia e, pois, aprova, como boa, desejável e santa, e, assim, alcança toda a plenitude, nos Céus e na Terra. Pois, antes da Queda Original, que afetou o homem e, pois, a humanidade, obra-prima d'O Criador, arquitetada por Satanás, já anjo decaído da Glória e da Graça de Javé Deus, este, então Lúcifer, Querubim de Glória, "cobiçou O Ser Deus, O Trono d'O Altíssimo Javé Deus", configurando a cobiça como o pecado primordial.

### Visão judaica
A palavra hebraica traduzida para o português por "cobiça" é chamad, ṯaḥmōḏ (חמד), com os significados de "cobiça", "forte desejo" e "luxúria". A Bíblia hebraica contém uma série de advertências e exemplos de conseqüências negativas para a cobiça e o desejo. Por exemplo, quando Javé Deus instruía Israel sobre a falsa religião dos cananeus, ele os advertiu a "não cobiçar prata ou ouro dos seus ídolos, pois isso poderia trazer coisas desgraças para o lar".
"(25) Queimareis as imagens e ídolos dos seus deuses. Não cobiçarás a prata e o ouro que os recobrem, tampouco os tomarás para ti, para que não caias numa mortal armadilha, porquanto para o SENHOR, o teu Deus, essa atitude é detestável. (26) Sendo assim, não levarás coisa alguma que seja abominável ao SENHOR para dentro de tua casa: neste caso, tu te tornarias anátema, amaldiçoado com ela. Considera-as, pois, como coisas imundas e detestáveis, pois elas estão separadas para destruição, como anátemas." (Deuteronômio 7:25-26, Bíblia King James Atualizada online)
O Livro de Josué contém uma narrativa em que Acã incorreu na ira de Javé Deus pela cobiça proibida de ouro e prata que ele encontrou na destruição de Jericó. Isto é retratado como violação do pacto e algo abominável:

"(1) Entretanto, os israelitas foram infiéis com relação ao "Hérem", Anátema, ao que fora consagrado à destruição. Acã, filho de Carmi, neto de Zabdi, bisneto de Zerá, da tribo de Judá, apossou-se de alguns objetos que estavam sob anátema; e por isso a ira de Javé acendeu-se contra Israel. [...] (10) Então, Javé falou a Josué: "Levanta-te! Por que permaneces assim prostrado sobre o teu próprio rosto? (11) Ora, o povo de Israel pecou, violou a Aliança que Eu lhe ordenara. Sim! Tomou do que era anátema, e até o furtou para si, e também o escondeu e guardou entre suas bagagens. (12) Por isso os filhos de Israel não poderão resistir aos seus inimigos, e voltarão as costas, fugindo de seus adversários porquanto se tornaram a si mesmos anátemas, merecedores de destruição! Portanto, não estarei mais convosco, se não destruirdes do meio de vós o que foi consagrado ao extermínio. [...] (19) Josué disse a Acã: "Meu filho, para a glória de Javé, o Deus de Israel, dize-me a verdade. Declara-me o que fizeste e nada me ocultes!" (20) Acã respondeu a Josué: "Em verdade, fui eu que pequei contra o SENHOR, Deus de Israel, e eis o que fiz: (21) Vi entre os despojos um belo manto tecido em Sinear, Babilônia, dois quilos e quatrocentos gramas de prata e uma barra de ouro de seiscentos gramas, eu me deixei seduzir pela cobiça e me apossei deles. Estão escondidos no chão da minha tenda, com a prata por baixo!" [...] (25) Chegando lá, declarou-lhe Josué: "Por que trouxeste desgraça e humilhação sobre todos nós? Que Javé neste momento cause a tua desgraça!" E todo o Israel o apedrejou, e em seguida, apedrejou também todos os seus até a morte, e queimou tudo e todos eles no fogo. (26) Sobre Acã ergueram um grande monte de pedras, que existe até nossos dias. Então Javé aplacou a sua ardente ira. Por esse motivo, foi dado àquele lugar o nome de vale de Acor, nome que permanece até hoje." (Josué 7:1,10-12,19-21,25,26 , Bíblia King James Atualizada online)
O Livro de Provérbios adverte contra a cobiça, "Acima de tudo o que se deve preservar, guarda o íntimo da razão, pois é da disposição do coração que depende toda a tua vida." (Bíblia King James Atualizada online)
O profeta Miqueias condena a cobiça de casas e campos como uma advertência contra a cobiça de posses físicas. A palavra hebraica para "cobiça" também pode ser traduzida como "luxúria", e o Livro de Provérbios adverte contra a cobiça na forma de luxúria sexual: Não cobices no teu coração a sua beleza, nem te deixes seduzir por seus dotes, pois o preço de uma prostituta é um pedaço de pão, quando comparado ao objetivo da adúltera, que vive rondando à caça de vidas preciosas! (Provérbios 6:25-26).
Os judeus consideram que esse mandamento é dirigido contra o pecado da cobiça, desde que motivado por ou oriundo da inveja. O homem recebe o dom da inteligência humana para poder discernir o bem do mal, mesmo em seus próprios pensamentos.
Maimônides (o Rambam) via o mandamento da proibição da cobiça com nota cautelar e preventiva, como uma cerca ou limite destinado a manter os adeptos a uma distância segura dos pecados muito sérios de homicídio, adultério e furto/roubo.
"O desejo leva à cobiça, e a cobiça leva ao furto ou roubo. Pois se o dono (do cobiçado objeto) não o quiser vender, mesmo que lhe seja oferecido um bom preço e seja solicitado aceitar, a pessoa (que cobiça o objeto) [poderá] vir a roubá-lo, como está escrito: 'Eles cobiçam campos e terrenos, e tomam posse deles; invejam e desejam casas e propriedades de outros e acabam por apoderarem-se delas. E não têm escrúpulos em agir com violência contra qualquer homem e sua família; agridem com impiedade o semelhante e os seus herdeiros'. Vai. pois, e aprende com o exemplo de Acabe e Nabote— Maimônides (o Rambam)
A admoestação de Maimônides para aprender com Acabe e Nabote refere-se à narrativa em 1 Reis 21, na qual o rei Acabe, de Israel cobiçou a vinha de Nabote, o jizreelita, que este possuía adjacente ao palácio do rei, e buscou, por vários meios, obtê-la. Acabe queria usar a terra como horta, mas Nabote recusou-lhe venda e troca, dizendo: "O Senhor Javé Deus guarde-me de te dar o que herdei de meus pais!". A esposa de Acabe, Jezabel, conspirou para obter a vinha escrevendo cartas em nome do rei aos anciãos e nobres da cidade de Nabote, instruindo-os a obter duas falsas testemunhas, alegando que Nabote havia amaldiçoado tanto a Javé Deus como ao rei. Depois que Nabote foi apedrejado até a morte, Acabe tomou posse da vinha de Nabote. O texto descreve a ira de Javé Deus com Acabe, e o profeta Elias pronuncia julgamento sobre Acabe e Jezabel.
Outras visões judaicas retratam a proibição da cobiça como tendo seu próprio significado fundamental e independente, além dos outros nove mandamentos. Por exemplo, o Bava Batra ensina que uma pessoa pode ferir seu próximo até com os olhos. Afirma que os danos causados pelo olhar também são considerados danos que são proibidos. Mesmo que o desejo cobiçoso esteja oculto no coração, o desejo cobiçoso em si é considerado pela Torá como prejudicial ao próximo.
Filo de Alexandria descreve o desejo cobiçoso como espécie de conspiração contra os outros, pela força das paixões da alma. Ele considera o desejo o pior tipo de paixão, sobre o qual, porém, o indivíduo exerce controle voluntário. Assim, quase à conclusão de seu discurso sobre o Decálogo, exorta a fazer-se uso desse mandamento para cortar o desejo, fonte de toda iniquidade. Deixado descuidado, o desejo cobiçoso é a fonte de conflitos pessoais, interpessoais e internacionais.
"O amor ao dinheiro, às mulheres, à glória ou a qualquer outra das causas eficientes do prazer, é a origem de males leves e comuns? Não é devido a essa paixão que as relações são rompidas, e muda a boa vontade que se origina na natureza numa inimizade irreconciliável? E não são grandes países e reinos populosos feitos desolados por sedições domésticas, por tais causas? E a terra e o mar não são continuamente preenchidos com novas e terríveis calamidades por batalhas navais e expedições militares pelo mesmo motivo?"— Filo de Alexandria
O rabino Ibn Ezra ensinou que uma pessoa pode controlar seus desejos treinando seu coração para se contentar com o que Javé Deus lhe atribuiu.
"Quando ele sabe que Deus proibiu a esposa do próximo para ele, então ela é mais elevada aos olhos dele do que a princesa aos olhos do camponês. E assim ele fica satisfeito com sua porção e não permite que seu coração deseje e deseje algo que não é dele, pois ele sabe que Deus não deseja dar a ele; ele não pode tomá-lo pela força ou por seus pensamentos ou esquemas. Ele tem fé em seu Criador, que Ele proverá para ele e fará o que é bom aos Seus olhos."— Ibn Ezra

## Novo Testamento

### Cristianismo
O Cristianismo é, em síntese, o modo se ser cristão. Nesse sentido, o primaz, pode-se dizer que corresponde genuinamente ao acolhimento dos ensinos d'O Senhor Jesus Cristo, da forma como Ele os expediu, conducentes ao viver em novidade de vida santa. A mais completa explanação sobre a plenitude da Nova Aliança, ofereceu-a O Senhor Jesus Cristo na sua enunciação do Sermão da Montanha. Ali, Seu ensino centrou-se no coração, focou na não cobiça. E muito mais ainda Ele ainda ensinou.
Suprema demonstração da absoluta e perfeita obediência ao Mandamento, na dinâmica humana, foi por Jesus Cristo mostrada na "Clássica Tentação no Deserto", quando, após ser batizado por João, O Batista, foi-Se ao jejum de quarenta dias e noites:

"(11) 'Eu, em verdade, vos batizo com água, para arrependimento; mas depois de mim vem alguém mais poderoso do que eu, tanto que não sou digno nem de levar as suas sandálias. Ele vos batizará com o Espírito Santo e com fogo. (12 Ele traz a pá em sua mão e separará o trigo da palha. Recolherá no celeiro o seu trigo e queimará a palha no fogo que jamais se apaga'.  (13) Então Jesus veio da Galileia ao Jordão para ser batizado por João. (14) Mas João se recusava, justificando: 'Sou eu quem precisa ser batizado por ti, e vens tu a mim?' (15) Jesus, entretanto, declarou: 'Deixe assim, por enquanto; pois assim convém que façamos, para cumprir toda a justiça'. E João concordou. (16) E, sendo Jesus batizado, saiu logo da água, e eis que se abriram os céus, e viu o Espírito de Deus descendo como pomba e vindo sobre Ele. (17) Em seguida, uma voz dos céus disse: 'Este é meu Filho amado, em quem muito me agrado'. " (Bíblia King James Atualizada online)
"(1) Jesus foi então conduzido pelo Espírito, ao deserto, para ser tentado pelo Diabo. (2) Depois de jejuar quarenta dias e quarenta noites, teve fome. (3) O tentador aproximou-se então d'Ele e disse: "Se Tu és O Filho de Deus, manda que estas pedras se tornem em pães". (4) Jesus, porém, afirmou-lhe: "Está escrito: 'em só de pão viverá o homem, mas de toda a palavra que sai da boca de Deus'".  (5) Então o Diabo o conduziu à Cidade Santa, e colocou-o sobre a parte mais alta do templo e desafiou-lhe:  (6) "Se Tu és O Filho de Deus, joga-te daqui para baixo. Pois está escrito: 'Aos Seus Anjos dará ordens a Teu respeito, e com as mãos eles Te susterão, para que jamais tropeces em alguma pedra'".  (7) Contestou-lhe Jesus: "Também está escrito: 'Não tentarás o SENHOR teu Deus'".  (8) Tornou o Diabo a levá-lo, agora para um monte muito alto. E mostrou-lhe todos os reinos do mundo em todo o seu esplendor. (9) E propôs a Jesus: "Tudo isso te darei se, prostrado, me adorares. (10) Ordenou-lhe então Jesus: "Vai-te, Satanás, porque está escrito: 'AO SENHOR Javé, Teu Deus, adorarás e só a Ele servirás'"." (Bíblia King James Atualizada online)
Nesse episódio, Jesus Cristo deu prova cabal de que é possível ao homem vencer a cobiça e o desejo e a tentação, enfim toda a fraqueza que humanamente se abate à humanidade, pois foi como homem que Ele a tudo sofreu e  suportou e venceu.
O Senhor Jesus Cristo ofereceu a apresentação mais completa e perfeita da Nova Aliança na Era da Graça pela enunciação do Sermão da Montanha, no qual interpretou e reverentemente completou a Antiga Aliança, levando-a à dimensão espiritual plena:

"(17) Não penseis que vim destruir a Lei ou os Profetas. Eu não vim para anular, mas para cumprir. (18) Com toda a certeza vos afirmo que, até que os céus e a terra passem, nem um 'i' ou o mínimo traço se omitirá da Lei até que tudo se cumpra. (19) Qualquer, pois, que violar um destes menores mandamentos e assim ensinar aos homens será chamado o menor no Reino dos Céus; aquele, porém, que os cumprir e ensinar será chamado grande no Reino dos Céus.  (20) Porque vos digo que, se a vossa justiça não exceder a dos escribas e fariseus, de modo nenhum entrareis no Reino dos Céus. " (Bíblia King James Atualizada online)
"(21) Ouvistes que foi dito aos antigos: "Não matarás; mas quem assassinar estará sujeito a juízo". (22) Eu, porém, vos digo que qualquer que se irar contra seu irmão estará sujeito a juízo. Também qualquer que disser a seu irmão: Raca, será levado ao tribunal. E qualquer que o chamar de idiota estará sujeito ao fogo do inferno. (23) Assim sendo, se trouxeres a tua oferta ao altar e te lembrares de que teu irmão tem alguma coisa contra ti, (24) deixa ali mesmo diante do altar a tua oferta, e primeiro vai reconciliar-te com teu irmão, e depois volta e apresenta a tua oferta. (25) Entra em acordo depressa com teu adversário, enquanto estás com ele a caminho do tribunal, para que não aconteça que o adversário te entregue ao juiz, o juiz te entregue ao carcereiro, e te joguem na cadeia. (26) Com toda a certeza afirmo que de maneira alguma sairás dali, enquanto não pagares o último centavo. (27) Ouvistes o que foi dito: 'Não cometerás adultério'. (28) Eu, porém, vos digo, que qualquer que olhar para uma mulher com [ COBIÇA ] INTENÇÃO IMPURA, EM SEU CORAÇÃO, JÁ COMETEU ADULTÉRIO COM ELA. (29) Se o teu olho direito te leva a pecar, arranca-o e lança-o fora de ti; pois te é mais proveitoso perder um dos teus membros do que todo o teu corpo ser lançado no inferno. (30) E, se tua mão direita te fizer pecar, corta-a e atira-a para longe de ti; pois te é melhor que um dos teus membros se perca do que todo o teu corpo seja lançado no inferno. (31) Foi dito também: 'Aquele que se divorciar de sua esposa deverá dar a ela uma certidão de divórcio'. (32) Eu, porém, vos digo: Qualquer que se divorciar da sua esposa, exceto por imoralidade sexual, faz com que ela se torne adúltera, e quem se casar com a mulher divorciada estará cometendo adultério. (33) Também ouvistes o que foi dito aos antigos: 'Não jurarás falso, mas cumprirás rigorosamente teus juramentos ao Senhor'. (34) Entretanto, Eu vos afirmo: Não jureis de forma alguma; nem pelos céus, que são o trono de Deus; (35) nem pela terra, por ser o estrado onde repousam seus pés; nem por Jerusalém, porque é a cidade do grande Rei. (36) E não jures por tua cabeça, pois não tens o poder de tornar um fio de cabelo branco ou preto. (37) Seja, porém, o teu sim, sim! E o teu não, não! O que passar disso vem do Maligno. (38) Ouvistes o que foi dito: "Olho por olho e dente por dente". (39) Eu, porém, vos digo: Não resistais ao perverso; mas se alguém te ofender com um tapa na face direita, volta-lhe também a outra. (40) E se alguém quiser processar-te e tirar-te a túnica, deixa que leve também a capa. (41) Assim, se alguém te forçar a andar uma milha, vai com ele duas. (42) Dá a quem te pedir e não te desvies de quem deseja que lhe emprestes algo. (43) Ouvistes o que foi dito: 'Amarás o teu próximo e odiarás o teu inimigo'. (44) Eu, porém, vos digo: Amai os vossos inimigos e orai pelos que vos perseguem; (45) para que vos torneis filhos do vosso Pai que está nos céus, pois que Ele faz raiar o seu sol sobre maus e bons e derrama chuva sobre justos e injustos. (46) Porque se amardes os que vos amam, que recompensa tendes? Não fazem os publicanos igualmente assim? (47) E, se saudardes somente os vossos irmãos, que fazeis de notável? Não agem os gentios também dessa maneira? (48) Assim sendo, sede vós perfeitos como perfeito é o vosso Pai que está nos céus. " (Bíblia King James Atualizada online)
D'Ele, Paulo de Tarso, "O Apóstolo dos Gentios" disse — com absoluta propriedade, por viver em Santa Conformidade com a Ordenança do Senhor Jesus Cristo:

"(1) Sede meus imitadores, COMO EU O SOU DE CRISTO!" (Bíblia King James Atualizada online)
"(5) Tende em vós o mesmo sentimento que houve também em Cristo Jesus, (6) O Qual, tendo plenamente A Natureza de Deus, NÃO REIVINDICOU O SER IGUAL A DEUS, (7) mas, pelo contrário, esvaziou-se a si mesmo, assumindo plenamente a forma de servo e tornando-se semelhante aos seres humanos. (8) Assim, na forma de homem, humilhou-se a si mesmo, entregando-se à obediência até a morte, e morte de cruz. (9) Por isso, Deus também o exaltou sobremaneira à mais elevada posição e lhe deu o Nome que está acima de qualquer outro nome; (10) para que ao Nome de Jesus se dobre todo joelho, dos que estão nos céus, na terra e debaixo da terra, (11) e toda a língua confesse que Jesus Cristo é o Senhor, para a glória de Deus Pai." (Bíblia King James Atualizada online)
Paulo Apóstolo, ainda, contrasta natureza íntima, profunda, do pecado da cobiça em relação à mulher alheia — pecado contra o corpo, Templo do Espírito Santo e outros pecados cometidos fora do corpo:

"(12) Todas as coisas me são permitidas, mas nem todas são saudáveis. Tudo me é lícito realizar, mas eu não permitirei que nada me domine. (13) Os alimentos são para o estômago e o estômago, para os alimentos. Deus, no entanto, destruirá tanto um quanto o outro. Mas o corpo não é para servir à imoralidade, e sim para o Senhor; e o Senhor, para o corpo. (14) Por seu poder, Deus ressuscitou o Senhor e, igualmente, nos ressuscitará. (15) Não sabeis que os vossos corpos são membros de Cristo? Tomarei eu os membros de Cristo e os unirei a uma prostituta? De forma alguma! (16) Ou não é de vosso conhecimento que quem se une a uma prostituta torna-se um corpo com ela? Porquanto está escrito: 'Os dois serão uma só carne'. (17) Entretanto, aquele que se une ao Senhor é um só espírito com Ele! (18) Fugi, portanto, da imoralidade sexual. Qualquer outro pecado que uma pessoa comete, fora do corpo os comete; todavia, quem peca sexualmente, peca contra o seu próprio corpo. (19) Ou ainda não entendeis que o vosso corpo é santuário do Espírito Santo, que habita em vós, o qual tendes da parte de Deus, e que não pertenceis a vós mesmos? (20) Pois fostes comprados por alto preço; portanto, glorificai a Deus no vosso próprio corpo." (Bíblia King James Atualizada online)
Semelhantemente, Tiago Apóstolo, em sua Carta de Tiago, expõe claramente uma como que "doutrina", um claro ensinamento acerca da tentação, da cobiça, do pecado, bem como da Verdadeira Religião, agradável a Javé Deus Pai, em Jesus Cristo:

"(13) Entretanto, ninguém ao ser tentado deverá dizer: "Estou sendo tentado por Deus". Ora, Deus não pode ser tentado pelo mal, e a nenhuma pessoa tenta. (14) Cada um, porém, é tentado pelo próprio mau desejo, sendo por esse iludido e arrastado. (15) Em seguida, esse desejo, tendo concebido, faz nascer o pecado, e o pecado, após ter se consumado, gera a morte. (16) Meus amados irmãos, não vos permitais ser enganados. (17) Toda boa dádiva e todo dom perfeito vêm do alto, descendo do Pai das luzes, em quem não há oscilação como se vê nas nuvens inconstantes. (18) De acordo com a sua vontade, Ele nos gerou pela Palavra da verdade, a fim de sermos como que os primeiros frutos de toda a sua criação. [...] (26) Se alguém se considera religioso, mas não refreia a sua língua, engana-se a si mesmo. Sua espiritualidade não tem valor real algum! (27) A religião que Deus, o nosso Pai, aceita como sincera e imaculada é esta: cuidar dos órfãos e das viúvas em suas dificuldades e, especialmente, não se deixar corromper pelas filosofias mundanas." (Bíblia King James Atualizada online)
O Evangelho de Lucas descreve a advertência de Jesus Cristo para guardar o coração contra a cobiça: "Em seguida [Jesus] advertiu-lhes: 'Tende cautela e guardai-vos de toda e qualquer avareza [e cobiça]; porquanto a vida de uma pessoa não se constitui do acúmulo de bens que possa conseguir'.". Jesus também enfatiza os pecados que contaminam uma pessoa como os provenientes de desejos indomados no coração: "E disse mais: "O que sai do ser humano é o que o torna impuro". Pois é de dentro do coração dos homens que procedem aos maus pensamentos, as imoralidades sexuais, os furtos, os homicídios, os adultérios, as ambições desmedidas, as maldades, o engano, a devassidão, a inveja, a difamação, a arrogância e a insensatez. Ora, todos esses males procedem do interior, contaminam a pessoa humana e a tornam impura." ". A Carta de Tiago retrata o desejo ambicioso que reside no coração como sendo a fonte interna da tentação e do pecado. Tiago continua descrevendo como o desejo cobiçoso leva à luta e que a falta de posses materiais é causada por não pedir a Javé Deus por eles e por pedir com motivos errados.

"(1) De onde vêm as batalhas e os desentendimentos que há entre vós? De onde, senão das paixões que guerreiam dentro de vós. (2) Cobiçais e nada tendes. Matais e invejais, porém não conseguis obter o que desejais; viveis a brigar e a promover contendas. Todavia, nada conquistais, porque não pedis. (3) E quando pedis não recebeis, porquanto pedis com a motivação errada, simplesmente para esbanjardes em vossos prazeres. (4) Adúlteros! Ou não estais cientes de que a amizade com o mundo é inimizade contra Deus? Ora, quem quer ser amigo do mundo torna-se inimigo de Deus." (Bíblia King James Atualizada online)
A Carta aos Efésios e a Carta aos Colossenses consideram o pecado da cobiça como uma espécie de idolatria e listam esse pecado juntamente com a imoralidade sexual e a impureza que dão origem à ira de Javé Deus:

" (5) Porquanto, podeis estar bem certos disto: nenhum imoral, ou impuro, ou ganancioso, que é idólatra, tem herança no Reino de Cristo e de Deus. (6) Ninguém vos engane com palavras destituídas de sabedoria; porque é justamente devido a esse comportamento que a ira de Deus vem sobre os filhos da desobediência. (7) Portanto, não sejais participantes com eles." (Bíblia King James Atualizada online)
O Novo Testamento enfatiza a ação de graças, contentamento, gratidão e reconhecimento reverente em tudo e por tudo como atitudes próprias do coração que contrastam a cobiça e, pois, previnem-na. Assim escreveu o Apóstolo Paulo:

"(12) Caros irmãos, agora vos suplicamos que dedicais toda a consideração para com os que se esforçam no ministério, os quais vos lideram e aconselham no Senhor;

(13) e que os tenhais na mais alta estima, expressando vosso amor e reconhecimento pela obra que realizam para convosco. Caminhai em paz uns com os outros.

(14) Irmãos, também vos exortamos a que admoesteis os sonolentos, consoleis os desanimados, ampareis os fracos e sejais pacientes para com todos.

(15) Evitai que ninguém retribua o mal com o mal, mas encorajai que todos sejam bondosos uns para com os outros.

(16) Conservai permanentemente a vossa alegria!

(17) Orai constantemente.

(18) DAI GRAÇAS EM TODA E QUALQUER CIRCUNSTÂNCIA, PORQUANTO ESSA É A VONTADE DE DE Javé DEUS, EM CRISTO JESUS, PARA CONVOSCO

(19) Não apagueis o fulgor do Espírito!

(20) Não trateis com desdém as profecias,

(21) mas, examinai todas as evidências, retende o que é bom.

(22) Afastai-vos de toda a forma de mal.

(23) Que o próprio Deus da paz vos santifique integralmente. Que todo o vosso espírito, alma e corpo sejam mantidos irrepreensíveis na vinda de nosso Senhor Jesus Cristo.

(24) Aquele que vos chama é fiel, e Ele também o fará.

(25) Irmãos, orai por nós. " (Bíblia King James Atualizada online)
João Batista exortou os soldados a contentarem-se com seus salários, em vez de extorquir dinheiro por ameaças e falsas acusações. A Carta aos Hebreus encoraja a pessoa a manter sua vida livre do amor ao dinheiro e "estar contente com o que tem" e depender das promessas e ajuda de Javé Deus, em vez de confiar na riqueza. A Primeira Carta a Timóteo dá advertência clássica contra o amor ao dinheiro e enfatiza que é um grande ganho contentar-se com comida e roupas:

"(3) Se alguém ensina falsas doutrinas e não concorda com a sã doutrina de nosso Senhor Jesus Cristo e com a teologia que é segundo a piedade, (4) é arrogante e nada compreende; todavia, delira em questões e controvérsias acerca de palavras. Dessa atitude, brotam as invejas, brigas, difamações, suspeitas malignas, (5) batalhas constantes entre aqueles que têm a mente corrompida e que são privados da verdade, os quais imaginam que a piedade é fonte de lucro. (6) De fato, a piedade acompanhada de alegria espiritual é grande fonte de lucro. (7) Porque ingressamos neste mundo sem absolutamente nada, e ao partirmos daqui, nada podemos levar; (8) por isso, devemos estar satisfeitos se tivermos com o que nos alimentar e vestir. (9) No entanto, os que ambicionam ficar ricos caem em tentação, em armadilhas e em muitas vontades loucas e nocivas, que atolam muitas pessoas na ruína e na completa desgraça. (10) Porquanto, o amor ao dinheiro é a raiz de todos os males; e por causa dessa cobiça, alguns se desviaram da fé e se atormentaram em meio a muitos sofrimentos." (Bíblia King James Atualizada online)

### Visão católica
A Igreja Católica reparte a proibição da cobiça (Ex 20:17 e Dt 5:21 em dois mandamentos, o nono e o décimo. Na visão católica, o nono mandamento proíbe cobiça ou concupiscência carnal (ou luxúria) — mulher do próximo, e o décimo refere-se a cobiça de "bens materiais", embora inclua pessoas (servos).
O Catecismo da Igreja Católica, conecta a não cobiça com o Mandamento "amar ao próximo como a si mesmo". Ibn Ezra, sobre a questão de "como pode uma pessoa não cobiçar uma coisa linda [uma linda mulher] no seu coração?", escreveu que o propósito principal dos mandamentos é ajustar o coração..
COBIÇA SEXUAL

O "nono mandamento" proíbe "o intento ou plano do coração para o adultério" (cobiça carnal, também dita luxúria), já materialmente proibido no [seu] "sexto mandamento". É considerada pecaminosa quando deliberadamente desejado ou pensado com "pleno conhecimento e consentimento da própria vontade".
Um ponto-chave na concepção católica do [seu] nono mandamento é a afirmação de Jesus Cristo no Sermão da Montanha, "Todo aquele que olha com cobiça para uma mulher, já cometeu adultério com ela em seu coração". Em Teologia do Corpo, João Paulo II diz que Jesus Cristo proíbe cometer adultério no coração, não só com o cônjuge de outrem, mas também que outrem cobice seu próprio cônjuge (a modo de reforço, pois, no caso de cobiça, o pecador é o agente que cobiça, sempre). Uma clara ênfase é dada Pureza ou Santidade:

"A sexta bem-aventurança proclama: ' Bem-aventurados os limpos [ou puros] de coração, porque verão a Deus '. 'Puro de coração' refere-se àqueles que acolheram graciosamente as exigências e vontades da Santidade de Javé Deus, principalmente em três áreas: caridade; castidade ou retidão sexual; amor da verdade e ortodoxia da fé. (...) Aos 'puros de coração' é prometido que verão a Javé Deus face a face e serão semelhantes a Ele (1 Coríntios 13:12; 1 João 3:2). 'Pureza do coração' é a pré-condição da visão de Javé Deus. Mesmo agora, desde que acolhida a Pureza ou Santidade no coração, permite ver conforme Javé Deus vê, e, assim, pois, aceitar os outros como próximos, desejando-lhes verdadeiramente o bem; permite perceber o corpo humano — o de cada qual e o do próximo — como Templo do Espírito Santo, a Manifestação da Beleza Divina".— Catecismo da Igreja Católica §§ 2518-2519
O batismo apenas identifica o cristão como renascido em Jesus Cristo, pela Graça já purificado do pecado. Ao batizado cabe continuar a luta contra a manifestação de cobiça e desejos da carne. Pela Graça de Deus, ele pode prevalecer mediante: (1) a virtude do dom da castidade, que capacita o amor com uma indivisível e reto coração; (2) a pureza de intenção, que procura encontrar e realizar a vontade de Deus em tudo; (3) a pureza da visão que disciplina os sentimentos e a imaginação e se recusa a cumplicidade com os pensamentos impuros, e 4) a oração que olha para Deus em busca de ajuda contra a tentação e lança um preocupa-se em Deus. A obediência à exigência de pureza do nono mandamento exige o pudor, que "protege o íntimo pleno da pessoa"; a modéstia, que se recusa a revelar "o que deve permanecer oculto" (modéstia é auxiliar da castidade e orienta a forma como se olha para os outros e para com eles se comporta, de conformidade com a dignidade da pessoa humana. Modéstia incentiva a paciência e a moderação em relacionamentos amorosos, exigindo que as condições para o compromisso definitivo entre um homem e uma mulher seja cumprido, integral, mutua e perfeitamente. É a virtude que inspira decência nas roupas, é a discrição que evita curiosidade prejudicial:
Há a modéstia dos sentimentos, como a do corpo. Que rejeita as explorações do corpo humano em propagandas, e as solicitações de mídias que vão longe demais na exibição de coisas íntimas, que inspira um modo de vida que possibilita resistir às seduções da moda e às pressões das ideologias predominantes. Embora varie em forma de uma cultura para outra, porém, a modéstia sempre existe como uma intuição da dignidade espiritual própria do homem, que nasce com a consciência desperta de ser pessoa. Ensinar modéstia a crianças e adolescentes é despertar neles o respeito pela pessoa humana.— Catecismo da Igreja Católica §§ 2523-2524
Além da pureza e modéstia pessoais, a Igreja Católica ensina que a pureza cristã requer pureza do ambiente social. Os meios de comunicação devem demonstrar respeito e contenção em suas apresentações, que devem estar livres de erotismo generalizado e de inclinação a perversões e à ilusão. A permissividade moral repousa numa compreensão equivocada da liberdade humana. A educação na lei moral é necessária para o desenvolvimento da verdadeira liberdade. Deve-se esperar que os educadores deem aos jovens "instrução respeitosa da verdade, das qualidades do coração e da dignidade moral e espiritual do homem".
COBIÇA MATERIAL

O ensino católico sobre a proibição da cobiça e inveja está centrado em torno das admoestações de Cristo para desejar e acumular tesouros no Céu, e não na Terra: "Pois onde estiver o teu tesouro, aí estará também o teu coração" O Décimo Mandamento (segundo a ICAR) é considerado como completar e desdobrar o nono. O décimo mandamento proíbe a cobiça dos bens de outro, como a raiz do roubo e da fraude proibidos pelo mandamento: "Não furtarás". "A luxúria dos olhos" leva à violência e injustiça proibidas pelo mandamento: "Não matarás". A cobiça, como a imoralidade sexual, tem origem na idolatria proibida pelos três primeiros mandamentos. Juntamente com o nono mandamento, o décimo resume todos os Dez Mandamentos, concentrando-se nas intenções e desejos do coração.
Os desejos cobiçosos criam desordem porque vão além da satisfação das necessidades humanas básicas e "excedem os limites da razão, levam a cobiçar injustamente o que pertence a outro ou a ele é devido" A ganância e o desejo de acumular bens sem limites são proibidos, assim como a avareza e a paixão por riquezas e poder. "Não cobiçarás" significa o dever de banir os desejos sobre o que é alheio. Nunca ter dinheiro suficiente é considerado um sintoma do amor ao dinheiro. A obediência ao Décimo Mandamento exige que a inveja seja banida do coração humano. A inveja é um pecado capital. Isso inclui despeito à vista dos bens de outrem e o desejo imoderado de adquiri-los para si mesmo. O batizado deve resistir à inveja praticando a boa vontade e regozijando-se e louvando a Deus pelas bênçãos materiais concedidas ao próximo e ao irmão. Javé Deus adverte o homem para guardar distância do que parece "bom para comida... um deleite para os olhos... ou desejável para dar entendimento" e a lei e a graça afastam o coração dos homens da avareza e inveja, levando-o em direção ao Espírito Santo que satisfaz o seu coração do homem

"(12) Portanto, irmãos, estamos em dívida, não para com a natureza carnal, para andarmos submissos a ela. (13) Porque, se viverdes de acordo com a carne, certamente morrereis; no entanto, se pelo Espírito fizerdes morrer os atos do corpo, vivereis. (14) Porquanto, todos os que são guiados pelo Espírito de Deus são filhos de Deus. (15) Pois vós não recebestes um espírito que vos escravize para andardes, uma vez mais, atemorizados, mas recebestes o Espírito que os adota como filhos, por intermédio do qual podemos clamar: 'Abba, Pai!' (16) O próprio Espírito testemunha ao nosso espírito que somos filhos de Deus. (17) Se somos filhos, então, também somos herdeiros; herdeiros de Deus e co-herdeiros com Cristo, se realmente participamos dos seus sofrimentos para que, da mesma maneira, participemos da sua glória. O sofrimento e a glória futura." (Bíblia King James Atualizada online)
"(16) Portanto, vos afirmo:Vivei pelo Espírito, e de forma alguma satisfareis as vontades da carne! (17) Porquanto a carne luta contra o Espírito, e o Espírito, contra a carne. Eles se opõem um ao outro, de modo que não conseguis fazer o que quereis. (18) Contudo, se sois guiados pelo Espírito, já não estais subjugados pela Lei. (19) Ora, as obras da carne são manifestas: imoralidade sexual, impureza e libertinagem; (20) idolatrias e feitiçarias; ódio, discórdia, ciúmes, ira, egoísmo, dissensões, facções e (21) inveja; embriaguez, orgias e tudo quanto se pareça com essas perversidades, contra as quais vos advirto, como já vos preveni antes: os que as praticam não herdarão o Reino de Deus! (22) Entretanto, o fruto do Espírito é: amor, alegria, paz, paciência, benignidade, bondade, fidelidade, (23) mansidão e domínio próprio. Contra essas virtudes não há Lei. (24) Os que pertencem a Cristo Jesus crucificaram a carne, com as suas paixões e os seus desejos. (25) Se vivemos pelo Espírito, andemos de igual modo sob a direção do Espírito. (26) Não nos tornemos arrogantes, provocando-nos uns aos outros e tendo inveja uns dos outros." (Bíblia King James Atualizada online)— Catecismo da Igreja Católica § 2543
O ensino católico lembra que Jesus Cristo ordena aos seus discípulos que O prefiram a tudo e a todos, e os ordena a "renunciar a tudo o que eles têm" por causa d'Ele e do Evangelho. Jesus Cristo deu aos seus discípulos o exemplo da pobre viúva de Jerusalém que deu da sua pobreza tudo o que ela tinha para viver. O desapego das riquezas é retratado como obrigatório para a entrada no Reino dos céus. "Bem-aventurados os pobres em espírito" ilustra que aqueles que voluntariamente não recebem suas necessidades físicas estão mais inclinados a buscar o cumprimento de suas necessidades espirituais por meio de Jesus Cristo. "O Senhor aflige os ricos, porque eles encontram seu consolo na abundância de bens.". "Eu quero ver a Deus" expressa o verdadeiro desejo do homem. A água da vida eterna sacia a sede de Deus. O apego aos bens deste mundo é uma escravidão. O remédio bíblico é o desejo pela verdadeira felicidade que se encontra na busca e na busca de Deus. Os santos devem lutar, com a graça do alto, para obter as boas coisas que Deus promete. Os fiéis de Cristo matam seus desejos e, com a graça de Deus, prevalecem sobre as seduções de prazer e poder. Pois que aproveita ao homem ganhar o mundo inteiro, mas perder sua própria alma?.

### Visão protestante

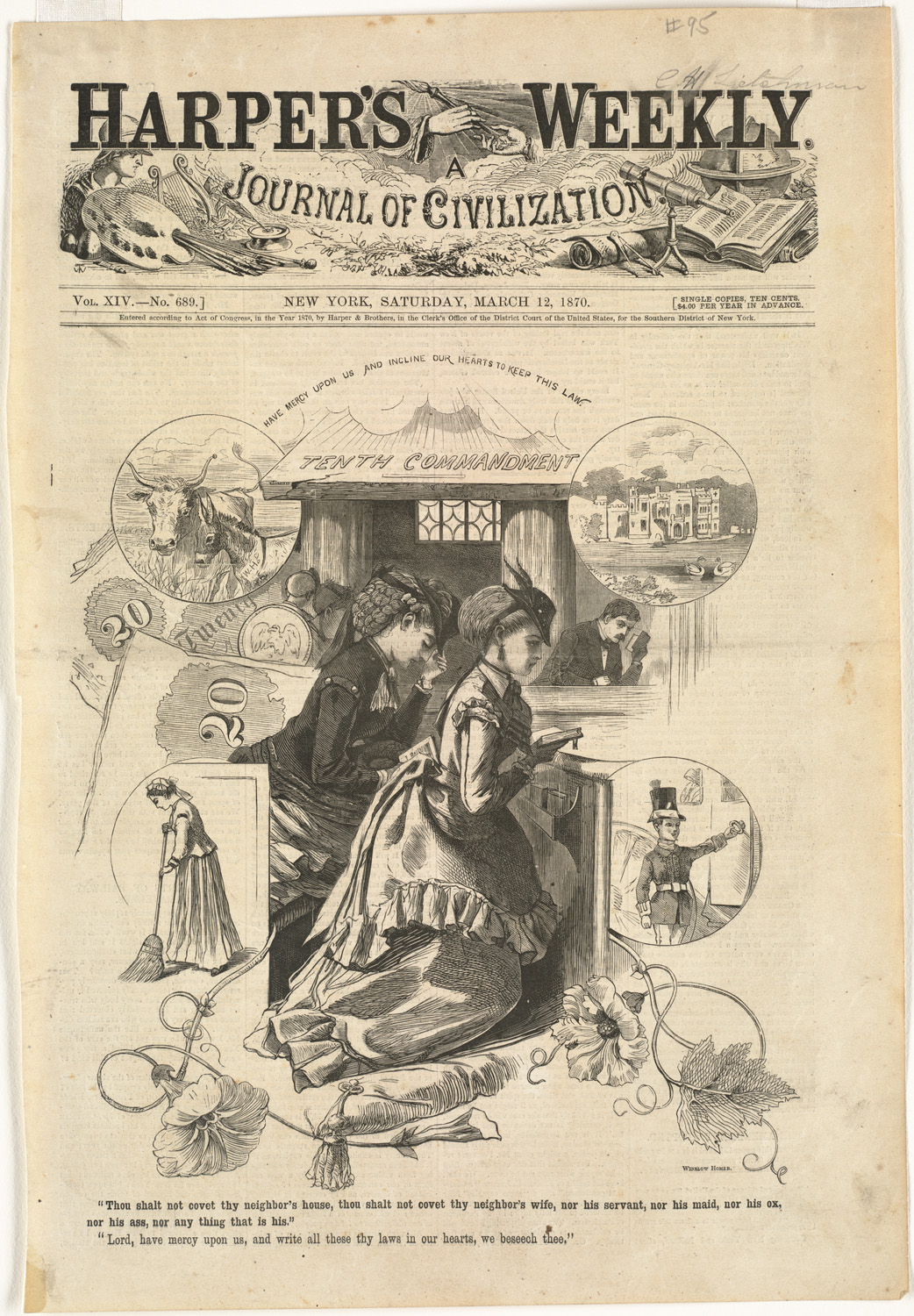
O Décimo Mandamento,
Harpers Weekly, 12/03/1870

Martinho Lutero vê a natureza humana pecaminosa de tal modo que ninguém naturalmente quer que o outro tenha tanto tanto quanto si, cada qual buscando o máximo que pode, e fingindo ser piedoso. O coração humano, diz, é enganoso, sabendo adornar-se finamente enquanto oculta a rudeza de alguém.

"Pois somos tão inclinados por natureza que ninguém deseja ver o outro com tanto quanto si mesmo, e cada um adquire o máximo que pode; o outro pode sair-se da melhor maneira possível. E, no entanto, pretendemos ser piedosos, sabemos adornar-nos mais finamente e ocultar nossa patifaria, recorrer e inventar dispositivos engenhosos e artifícios enganosos (como agora são diariamente engenhosamente inventados) como se fossem derivados dos códigos da lei; sim, até nos atrevemos impertinentemente a nos referir a ela, e nos orgulhar dela, sem que a isso chamemos de patifaria, senão de astúcia e cautela. Nesses advogados e juristas, que torcem e esticam a lei para adequá-la à sua causa, enfatizam as palavras e as utilizam para um subterfúgio, independentemente da equidade ou da necessidade de seu vizinho. E, em suma, quem é o mais perito e astuto nesses assuntos encontra mais ajuda na lei."— Martinho Lutero, O Grande Catecismo de Lutero
Lutero explica ainda que o décimo mandamento não é destinado aos patifes do mundo, mas aos piedosos, que desejam ser louvados e considerados pessoas honestas e íntegras, porque não desrespeitaram qualquer dos mandamentos externos. Lutero vê a cobiça nas brigas e disputas nos tribunais sobre heranças e bens imóveis. Ele vê a cobiça nos expedientes práticos de financiamento para obter casas, castelos e terras por execução hipotecária. Da mesma forma, Lutero vê o décimo mandamento como proibindo artimanhas e mentiras para tomar como sua a esposa de outro homem, e, para tanto, usa o exemplo do rei Herodes, que tomou a esposa de seu irmão enquanto seu irmão ainda estava vivo.

"De qualquer maneira que tais coisas aconteçam, nós devemos saber que Javé Deus não deseja que você prive seu próximo de qualquer coisa que lhe pertença, para que ele sofra a perda, e você satisfaça sua avareza com isso, mesmo que você possa honrá-lo perante o mundo; pois é uma imposição secreta e insidiosa praticada sob o chapéu, como dizemos, que pode não ser observada. Pois, embora você siga o seu caminho como se não houvesse feito mal a ninguém, você feriu seu próximo; e se não for chamado de roubo e trapaça, ainda assim é chamado de cobiça da propriedade de seu próximo, isto é, visando sua posse, seduzindo-o sem sua vontade e não querendo vê-lo aproveitar o que Deus lhe concedeu."— Martinho Lutero, O Grande Catecismo de Lutero
João Calvino vê o décimo mandamento como uma exigência de pureza do coração, acima e além das ações externas. Calvino distingue entre fazer um projeto explícito para obter o que pertence ao nosso próximo e um desejo ambicioso no coração. Para Calvino, o projeto é um consentimento deliberado da vontade, depois que a paixão tomou posse da mente. A cobiça pode existir sem um projeto tão deliberado, quando a mente é estimulada e tocada por objetos nos quais estabelecemos nosso afeto.

"Portanto, como o Senhor ordenou anteriormente que a caridade deveria regular nossos desejos, estudos e ações, ele agora nos ordena a regular os pensamentos da mente da mesma forma, que nenhum deles possa ser depravado ou distorcido, de modo a dar à mente uma inclinação contrária. Tendo nos proibido de inclinar e inclinar nossa mente para a ira, o ódio, o adultério, o roubo e a falsidade, Ele agora nos proíbe de dar aos nossos pensamentos a mesma direção."— João Calvino.
Ao explicar a proibição da cobiça, Calvino vê a mente como sendo repleta de pensamentos de caridade para com o irmão e o próximo, ou se inclinando para desejos e desígnios ambiciosos. A mente totalmente imbuída de caridade não tem espaço para desejos carnais. Calvino reconhece que todos os tipos de fantasias surgem na mente, e ele exorta o indivíduo a exercer escolha e disciplina para desviar os pensamentos da pessoa para longe dos desejos e paixões carnais. Calvino afirma que a intenção de Deus no comando é proibir todo tipo de desejo perverso.
Matthew Henry vê o décimo mandamento atingindo a raiz de muitos pecados proibindo todo desejo que possa causar dano ao próximo. A linguagem do descontentamento e da inveja é proibida no coração e na mente. Os apetites e desejos da natureza corrupta são proscritos, e todos são intimados a ver nossa face no reflexo desta lei e submeter nossos corações ao governo dela.

"Os mandamentos precedentes proíbem implicitamente todo desejo de fazer aquilo que será um dano ao próximo; isso proíbe todo desejo desordenado de ter aquilo que será uma gratificação para nós mesmos. "Oh, que a casa de tal homem fosse minha! A esposa de tal homem fosse minha! A propriedade de um homem fosse minha! Esta é certamente a linguagem do descontentamento e inveja para com nossos próximos. E esses são os pecados proibidos aqui. Paulo Apóstolo, quando a Graça de Deus fez as escamas caírem de seus olhos, percebeu que esta lei — "Não cobiçarás" — proibia todos aqueles apetites e desejos irregulares que são os primogênitos da natureza corrupta, os primeiros nascimentos de o pecado que habita em nós, e o início de todo o pecado que é cometido por nós: esta é a luxúria que, ele diz, ele não conhecia o mal de, se este mandamento, quando chegava à sua consciência no poder disto, não tinha mostrado a ele.— Matthew Henry.

## Leitura complementar
- BARKER, Kenneth, BURDICK, STEK, Donald, WESSEL, John, YOUNGBLOOD, Walter (eds). The NIV Study Bible. ISBN 0-310-92709-9
- BERLIM, Adele, BRETTLER, Marc Zvi, FISHBANE, Michael (eds.). Tanakh (Tradução), A Bíblia de Estudo Judaico. New York: Sociedade de Publicação Judaica (Oxford University Press), 2004. ISBN 0-19-529751-2
- HENRY, Mattew. Concise Commentary on the Whole Bible
- The New Jerusalem Bible
- U.S. Catholic Church. Catechism of the Catholic Church ISBN 0-385-50819-0
- WHEATON, Il. A Bíblia Sagrada (versão padrão em inglês). Crossway Bibles. ISBN 1-58134-379-5